# Chlorospatha longipoda
Chlorospatha longipoda är en kallaväxtart som först beskrevs av Kurt Krause, och fick sitt nu gällande namn av Michael T. Madison. Chlorospatha longipoda ingår i släktet Chlorospatha och familjen kallaväxter.
Artens utbredningsområde är Ecuador. Inga underarter finns listade.